# Plato bruneti
Espèce
Synonymes
- Maymena bruneti Gertsch, 1960

Plato bruneti est une espèce d'araignées aranéomorphes de la famille des Theridiosomatidae.

## Distribution
Cette espèce se rencontre à Trinité-et-Tobago sur l'île de la Trinité et au Brésil au Pará,.

## Description
La femelle holotype mesure 2,6 mm.
Le mâle décrit par Prete et Brescovit en 2024 mesure 2,1 mm.

## Systématique et taxinomie
Cette espèce a été décrite sous le protonyme Maymena bruneti par Gertsch en 1960. Elle est placée dans le genre Plato par Coddington en 1986.

## Étymologie
Cette espèce est nommée en l'honneur de P. C. J. Brunet du Keble College.

## Publication originale
- Gertsch, 1960 : « Descriptions of American spiders of the family Symphytognathidae. » American Museum novitates, no 1981, p. 1-40 (texte intégral).